# Дворецкий, Василий Фёдорович
Василий Фёдорович Дворецкий (1609 — 1672) — малороссийский военный и политический деятель из рода Дворецких. Киевский полковник, активный участник восстания Богдана Хмельницкого. Один из лидеров прорусской партии в Гетманщине эпохи Руины. Автор или инициатор создания ценного литературного памятника по истории Войска Запорожского — «Летописца Дворецких».

## Биография
Место и ранние годы жизни Василия Дворецкого неизвестны. Вполне вероятно, что он родился в семье православного шляхтича возможно в Остре, а возможно в Киеве. Его отец — Фёдор Васильевич Дворецкий происходил из казаков, а, возможно, из мелкой православной шляхты. Он погиб в 1631 году очевидно от рук польских карателей, которые подавляли восстание Тараса Трясила. По хронологии исторический событий «Летописца Дворецких» удалось установить деда Василия Дворецкого, которого также звали Василием.
Образование Василий Фёдорович Дворецкий получил в Киево- Могилянском коллегиуме (КМА). До начала восстания Хмельницкого Василий Дворецкий служил реестровым казаком Киевской сотни. С началом восстания Дворецкий стал деятельным его участником. Сблизившись с Богданом Хмельницким в 1653 году, он был назначен наказным киевским полковником. Несколько раз ездил в Москву в составе посольств Хмельницкого.
В 1658 году гетман Иван Выговский отобрал у Дворецкого, как у активного сторонника прорусской партии, киевский полк. Но фактически Дворецкий продолжал руководить полком и сражался против Выговского. Принимал участие в отражении нападения на Киев наказного гетмана Даниила Выговского. Как записано в «Летописце Дворецких»: «И полковник киевский Василый Феодорович Дворецкий заедно з воеводами был, жону и діти утративши, и всі набыткн свої. Которого жона з дітми у Каневі в неволі літ пултора была, аж войною през отміну отшукав их. А он з царскими людми завше измінников, ходячи, воевал. Войско измінничее против Николского монастыра и на Шкавици все збыто».
В 1659 году стал совершенным киевским полковником и претендовал на пост гетмана. В 1660 году принимал участие в походе Василия Шереметева на Львов. В Чудновской битве попал в плен к татарам, где пробыл два года. Позже Василий Фёдорович вспоминал: «А Василый Дворецкий а полком своїм Киевским заедно з Москвою будучи в осаді осм недель и два дни, ден и ноч биючися, аж всіх заедно ляхи и орда в полон взяли. Князя Григория Афанасовича Козловского и князя Щербатова и Акинфина, и Дворецкого Василия Феодоровича до короля их побрано до Кракова и отвезено ноемврия третьего дня».
На Чёрной раде 1663 года при выборах гетмана, Василий Фёдорович поддержал Ивана Брюховецкого. В 1663 — 1668 годах являлся правой рукой гетмана Брюховецкого. В 1664 году был руководителем гарнизона Глухова, героически защищая город от армии короля Яна II Казимира. Осенью 1665 года во время поездки в Москву делегации запорожских казаков во главе с гетманом Иваном Брюховецким царь Алексей Михайлович пожаловал гетмана в бояре, а киевского полковника Василия Дворецкого — в дворяне.
После измены Брюховецкого 1668 году Дворецкого лишили чина полковника и должности, арестовали и бросили в тюрьму, где он больше года сидел в оковах вместе в царскими воеводами. Пришедшему к власти гетману Дорошенко Дворецкий также был неугоден, из-за чего тюремное заключение продолжалось. Дворецкому удалось бежать из Чигирина в Батурин к гетману Демьяну Многогрешному. За верность присяге царь пожаловал Дворецкому землю и имущество.
Вернувшись в Киев, Василий Дворецкий вступил в 1670 году в конфликт с киевским полковником Константином Солониной. Солонина обвинил Дворецкого в разжигании «смуты» в полку и арестовал бывшего полковника. В 1670-1671 годах по этому делу было проведено расследование, в котором принимали участие гетман Многогрешный и стольник Артамон Матвеев. Расследование показало ложность обвинений и Дворецкий был оправдан.
После 1670 года Дворецкий вышел в вотставку и был значковым товарищем Остёрского уезда. Последние воспоминания о нем есть в «статейном списке» подьячего М. Савина, где говорится о том, что бывший киевский полковник в конце  1671 – вначале 1672 годов занимался укреплением местечек под Киевом, куда подбирались отряды польской шляхты.
По неподтверждённым данным Дворецкий коварно убит агентами польского короля в 1672 году. 

## Семья
Значительное положение в старшине Войска Запорожского занимал сын Василия Дворецкого Иван, который служил в Киевском полку хорунжим, а в 1670-е годы остёрским сотником, после чего до самой смерти 09 мая (29 апреля) 1694 года – киевским полковым судьёй и городовым атаманом в Остре. Сын Юрий, предположительно рождённый от второго брака, был намного моложе Ивана. Потомки Василия Федоровича в городе Остёр Черниговской области до 1918 года занимали избранные должности. Многие из них стали юристами, церковнослужителями, композиторами, военными и чиновниками, которые арендовали у больших землевладельцев землю.

## Литературное наследие
Василий Дворецкий, вместе с сыном Иваном, является автором так называемого «Летописца Дворецких» — ценного памятника по истории Войска Запорожского середины XVII века. В «Летописце» отстаивается необходимость укрепления союза Малой и Великой Руси и осуждется политика гетманов Ивана Выговского, Юрия Хмельницкого, Павла Тетери, Петра Дорошенко: